# Ferdinand Pečírka
Ferdinand Pečírka (27. května 1859 Praha-Malá Strana — 18. ledna 1922 Praha-Staré Město) byl český lékař, specialista na dermatologii, venerologii a sexuologii. V letech 1883–89 působil jako asistent na klinice u profesora Vítězslava Janovského, poté si otevřel vlastní praxi. Roku 1891 se habilitoval na docenta pro nemoci kožní a příjičné. Od roku 1899 do konce první světové války byl šéfem pražských policejních lékařů. Publikoval vědecké práce na téma lupenky, név a pohlavních nemocí. Na konci roku 1921 byl jmenován skutečným mimořádným profesorem sexuologie. Věnoval se rovněž hudbě; v polovině 90. let spoluzakládal Český spolek pro komorní hudbu a řadu let působil v jeho výboru jako pokladník.

## Život
Narodil se 27. května 1859 v Praze v rodině známého spisovatele MUDr. Josefa Pečírky. Studoval na pražské lékařské fakultě, kde promoval r. 1882. Po krátké praxi ve vojenském ústavu pro choromyslné se hásledujícího roku vrátil do pražské všeobecné nemocnice, kde do roku 1889 pracoval jako asistent profesora Vítězslava Janovského. Společně s předčasně zemřelým Jindřichem Mourkem patřil k jeho nejnadanějším žákům. Zkoumal mimo jiné histologii lupenky, syfilidu a névy. Některé z jeho vědeckých prací měly ohlas i v zahraničí.
Vedle profesora Janovského nemohl Pečírka počítat s tím, že v akademické sféře dosáhne vedoucího místa. Otevřel si proto soukromou praxi. Roku 1891 se ještě habilitoval na docenta pro nemoci kožní a příjičné.
Od roku 1899 do konce první světové války zastával funkci přednosty pražských policejních lékařů. Byl známý svou přísnou svědomitostí, ale i lidumilností. Zasloužil se o zavádění moderních vědeckých poznatků do veřejné zdravotní služby.
Roku 1921 byl jmenován „skutečným mimořádným profesorem nauky o pohlavnosti u člověka“ (tj. sexuologie) a bylo mu svěřeno vedení nově zřizovaného Ústavu pro studium sexuální patologie, jeho otevření se ale nedožil. Zemřel 18. ledna 1922 v Praze po dlouhé nemoci, na cukrovku.

### Kulturní činnost
Pečírka byl milovníkem kultury, zejména hudby. Hrál na varhany a klavír. V polovině 90. let se stal zakládajícím členem Českého spolku pro komorní hudbu v Praze a čtvrt století v něm zastával funkci pokladníka. Díky jeho organizačním schopnostem se spolku dařilo pořádat koncerty významných interpretů, jako mezi které patřili např. České kvarteto, František Ondříček, nebo ze zahraničních Eugen d'Albert, Conrad Ansorge a Eugène Ysaÿe. Měl konzervativní názory, přilákal ale také mladší vyzrálé umělce. Úzkým kontaktem s hudebníky získal pochopení pro jejich umělecké a sociální potřeby, a získal si jejich respekt.
Byl rovněž dlouholetým členem družstva Národního a Vinohradského divadla.
Podle Arne Nováka patřil k nejrázovitějším postavám pražské inteligence. Spojil lékařskou vědu a umění podobně, jako před ním profesor Eduard Albert.

## Dílo
Publikoval odborné články v Časopise českých lékařů, který nějaký čas i redigoval.
Knižně vyšly:
- O hojitelnosti tuberkulosy a novém výzkumu Kochově (1891)
- Počátky i rozvoj české dermatologie v době 1848–1898 (1899)
- Choroby pohlavní. Díl 1, Choroby paravenerické. Choroby z gonokokku (1920)
- Choroby pohlavní. Díl 2, Měkký vřed - příjice (1923) – jeho poslední dílo. Nepodařilo se mu ho dokončit,[4] k vydání jej upravil Jaroslav Bukovský.

Překlady:
- František Mráček: Atlas chorob příjičných a venerických a spolu náčrt jich chorobopisu a léčení (1899)
- František Mráček: Atlas kožních chorob a náčrt jich pathologie i léčení (asi 1902)

Přispíval do Ottova slovníku naučného pod značkou Peč.

## Rodina a příbuzenstvo
- Otec Josef Pečírka (1818–1870) byl známý spisovatel knih a vydavatel kalendářů pro široké vrstvy.[8]
- Matka Marianna Pečírková (1838–1904) pokračovala po smrti manžela ve vydávání Pečírkova Národního kalendáře[11]
- Bratr Jaromír Pečírka (1864–1933) byl vojenský lékař[8] v rakousko-uherské i československé armádě, nakonec v hodnosti generála. Věnoval se rovněž lyžování, alpinismu a entomologii.[12]
- Manželka Emilie roz. Dufková (1864-??) byla dcerou ředitele továrny na kroje. Svatbu měli 9. července 1887 v u sv. Štěpána v Praze.[13]
- Syn Jaromír Pečírka (1891–1966) se stal historikem umění.[14]